# Cyriopagopus dromeus
Cyriopagopus dromeus là một loài nhện trong họ van de Theraphosidae. Loài này komt alleen voor in de Filipijnen.